# Gmina Lubasz
Die Gmina Lubasz (deutsch Lubasch) ist eine Landgemeinde im Powiat Czarnkowsko-Trzcianecki der Woiwodschaft Großpolen in Polen. Ihr Sitz ist das gleichnamige Dorf mit etwa 2900 Einwohnern.

## Gliederung
Zur Landgemeinde (gmina wiejska) Lubasz gehören 15 Dörfer (deutsche Namen, amtlich bis 1945) mit einem Schulzenamt (sołectwo):
- Antoniewo (Antoniewo)
- Dębe
- Goraj-Bzowo
- Jędrzejewo
- Kamionka (Kamionka)
- Klempicz (Klempitz)
- Krucz (Krutsch)
- Kruteczek
- Lubasz (Lubasch)
- Miłkowo
- Nowina (Nowina)
- Prusinowo
- Sławno
- Sokołowo (Jankendorf)
- Stajkowo (Bismarckshöhe)

Weitere Ortschaften der Gemeinde sind Bończa, Bzowo, Elżbiecin und Miłkówko.

## Verkehr
Der Ort hatte einen Bahnhof an der Bahnstrecke Inowrocław–Drawski Młyn, ein Güterbahnhof existiert noch im Gemeindeteil Goraj-Bzowo, wo die Bahnstrecke Bzowo Goraj–Piła abzweigt, in Krucz existierte an der ersten Bahnstrecke auch ein Bahnhof.